# آگوستو فرناندز
آگوستو ماتیاس فرناندز (اسپانیایی: Augusto Matías Fernández‎؛ زاده ۱۰ آوریل ۱۹۸۶) بازیکن فوتبال اهل آرژانتین است.